# Mon royaume pour un Bip Bip
Pour plus de détails, voir Fiche technique et Distribution.
Mon royaume pour un Bip Bip (To Beep or Not to Beep) est un film américain d'animation Merrie Melodies de 6 minutes et mettant en scène Bip Bip et Vil Coyote réalisé par Chuck Jones et Maurice Noble en 1963.

## Fiche technique
- Réalisateurs : Chuck Jones et Maurice Noble
- Producteur : David H. DePatie
- Compositeur : Milt Franklyn